# SURL
SURL(說)은 대한민국의 인디 록밴드이다. 2018년 컴필레이션 앨범 《bright #7》 - '여기에 있자'로 데뷔했다.

## 방송
- 2019 헬로루키 (2019)
- 그레이트 서울 인베이전 (2022) - 준우승

## 피처링
- Hash Swan <거미줄> (2020)

## 수상
- 2018 신한카드 루키 프로젝트 대상 (2018)
- EBS 올해의 헬로루키 with KOCCA 우수상 (2018)